# Ráchi (Piérie)
Ráchi, en grec moderne : Ράχη, est un village du dème de Kateríni, de Macédoine-Centrale en Grèce.
Selon le recensement de 2011, la population du village s'élève à 423 habitants.